# Ambloplites constellatus
Ambloplites constellatus е вид лъчеперка от семейство Centrarchidae. Видът е незастрашен от изчезване.

## Разпространение
Разпространен е в САЩ.

## Описание
На дължина достигат до 27,9 cm, а теглото им е максимум 450 g.
Популацията на вида е стабилна.